# The Boy with the X-Ray Eyes
Albums de Babylon Zoo
King Kong Groover
(1998)
The Boy with the X-Ray Eyes est le premier album du groupe Babylon Zoo, sorti en février 1996. Porté par le single Spaceman, il a atteint la 6e place des meilleures ventes de l'année.
Deux autres singles sont issus de l'album : Animal Army et The Boy with the X-Ray Eyes.
Le nom de l'album vient d'un surnom donné à Jas Mann quand il allait à l'école.[réf. nécessaire]

## Pistes
Toutes les chansons sont écrites et composées par Jas Mann.
| No  | Titre                         | Durée |
| --- | ----------------------------- | ----- |
| 1.  | Animal Army                   | 5:55  |
| 2.  | Spaceman                      | 5:41  |
| 3.  | Zodiac Sign                   | 4:58  |
| 4.  | Paris Green                   | 4:43  |
| 5.  | Confused Art                  | 4:32  |
| 6.  | Caffeine                      | 6:34  |
| 7.  | The Boy with the X-Ray Eyes   | 4:27  |
| 8.  | Don't Feed the Animals        | 1:38  |
| 9.  | Fire Guided Light             | 6:43  |
| 10. | Is Your Soul for Sale?        | 5:52  |
| 11. | I'm Cracking Up I Need a Pill | 3:46  |